# Borota (Tsjaad)
Borota is een stad in Tsjaad.

## Invallen januari 2006
Op 6 januari 2006 staken Janjaweed milities de grens over van Soedan naar Tsjaad. Ze vielen er de steden Borota, Ade en Moudaine aan. Hierbij werden negen burgers gedood en raakten er drie gewond. 
De Tsjadische regering zei: "De Soedanese milities vielen de nederzettingen van Borota, Ade en Moudaina aan... gisteren negen doden en drie gewonden onder de burgerbevolking ... De Tsjadische regering waarschuwt opnieuw tegen overhaaste actie van de Sudanese regering omdat agressie door Soedanese milities niet langer ongestraft zal blijven."